# Lapeer County
Lapeer County is een county in de Amerikaanse staat Michigan.
De county heeft een landoppervlakte van 1.694 km² en telt 87.904 inwoners (volkstelling 2000). De hoofdplaats is Lapeer.

## Bevolkingsontwikkeling

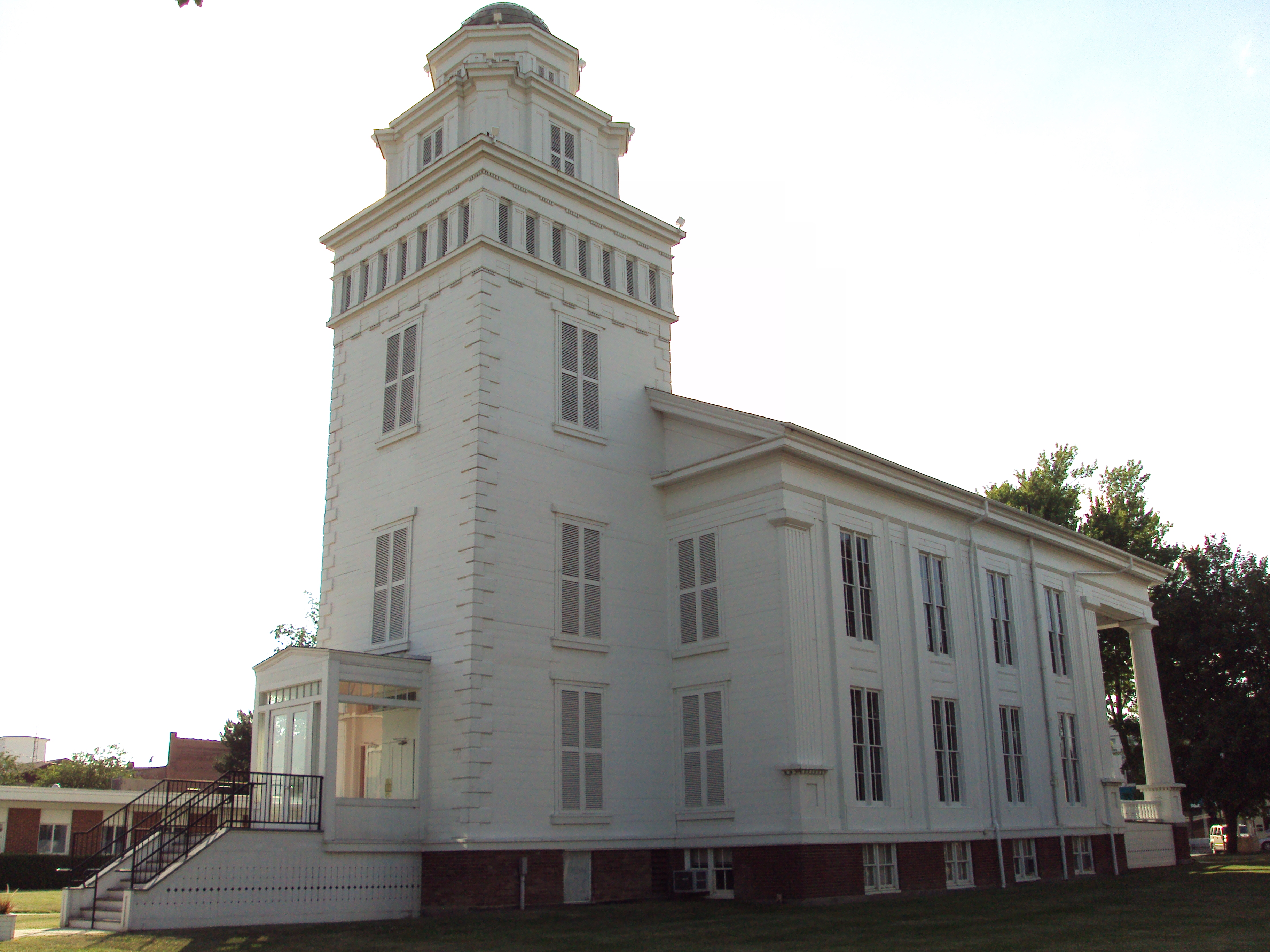
Lapeer County Courthouse